# مونتوور (آیووا)
مونتوور (به انگلیسی: Montour) شهری در ایالت آیووا کشور ایالات متحده آمریکا است که جمعیت آن در سرشماری سال ۲۰۱۰ میلادی، ۲۴۹ نفر بوده‌است.